# Gustav von Schmoller
Gustav von Schmoller (Heilbronn, 24 juin 1838- 27 juin 1917) est un économiste prussien.
Il est l'un des économistes à avoir défendu et approché, le plus possible, dans ses idées une pluridisciplinarité (économie politique, histoire et sociologie). Il est considéré comme un chef de file de l'école historique allemande et du socialisme de la chaire. Il fut également éditeur et coéditeur de nombreuses revues allemandes, notamment le Schmollers Jahrbuch.

## Biographie
Fils d'un employé de l'administration de Heilbronn, il étudie les sciences politiques à l'université de Tübingen, parallèlement les cours de philosophie, d'histoire, de sciences techniques et naturelles. En 1887, il décroche son doctorat et se lance dans la vie professionnelle en travaillant brièvement dans l'administration des finances du Wurtemberg. Son destin s'accomplit quand il commence à enseigner à Halle (1864-72). Après Halle, il se rend à Strasbourg (1872-82), et enfin à Berlin (1882-1913).
Très vite, il va devenir le chef de file de l'école historique allemande.
Il adorait l'actualité, comme en témoigne d'ailleurs son livre Die Straβburger Tucher-und Werbezunft dans lequel il parle du commerce allemand. Il fut par ailleurs un défenseur de la monarchie.

## Œuvre

### Importance de l'œuvre
Aujourd'hui tombé dans un oubli relatif, Schmoller a été la figure dominante du monde économique universitaire allemand entre 1875 et 1910. Ses travaux ont un rôle central à l'époque dans le renouveau de l'école historique allemande et il est le chef de file de l'ordre universitaire établi (les Kathedersozialisten, ou « socialistes de la chaire ») doublé d'un polémiste de talent. Il est d'ailleurs surtout connu de nos jours pour sa participation à la polémique du Methodenstreit, qui l'opposa à la jeune école autrichienne et par laquelle celle-ci se fit connaître avec succès.
Il est, selon C. Diebolt, un maître dans l'analyse historique comparée des institutions, et ce faisant, représente indéniablement un précurseur de la branche northienne de la cliométrie.

### Principaux travaux
Les travaux de Schmoller concernent différents domaines.
Il va défendre la méthode inductive et s'opposer à la méthode hypothético-déductive en économie, qu'il juge trop abstraite. Pour lui, plutôt que d'engager des recherches fondées sur la déduction et le raisonnement logique, il est plus judicieux de mettre en place une approche interdisciplinaire qui tienne compte des aspects historiques, psychologiques, sociologiques et philosophiques de la réalité économique. Cette prise de position l'amène à engager des recherches historiques très documentées. Il s'intéresse par exemple à l'histoire de la guilde des tisserands de Strasbourg, à l'industrie de la soie en Prusse au XVIIIe siècle, à l'histoire de la politique financière en Prusse, à l'évolution des villes allemandes, etc.
Au niveau purement théorique, Schmoller a contribué de façon décisive à améliorer la connaissance des mécanismes par lesquels les classes sociales se sont développées. Il focalise aussi ses travaux sur le changement institutionnel et ses conséquences sur la performance économique. Sur ce point, il a reçu le soutien de Joseph Schumpeter.
Il a également consacré une grande partie de ses recherches à l'étude du mercantilisme.

## Engagement politique
Schmoller est contemporain des grandes réformes sociales paternalistes allemandes menées par Otto von Bismarck et l'influence entre les deux a été réciproque. Complètement dans l'air du temps, la pensée de Schmoller est placée sous le signe des réformes sociales et de la justice sociale. Si ces concepts tiennent chez lui une place prépondérante, la politique sociale qu'il défend a pour objectif à moyen-terme d'accroître le niveau matériel et culturel de la classe laborieuse, son but in fine étant de prévenir une éventuelle révolution.
Partisan d'une politique sociale active, il est néanmoins monarchiste et traditionaliste, attaché à la glorification d'un État prussien fort et centralisé. Selon lui, la culture allemande traditionnelle est parfaitement compatible avec des objectifs ambitieux de réforme sociale. Les générations suivantes jugent généralement cet ensemble de positions comme contradictoires entre elles. Ce courant de pensée est qualifié de socialisme de la chaire, même si Schmoller fustige les socialistes de son temps. Ses écrits présentent par ailleurs des aspects antisémites nettement affichés, représentatifs en cela du monde académique conservateur allemand de l'avant Première Guerre mondiale.

## Publications
- Die nationalökonomischen Ansichten in Deutschland während der Reformation, Tübingen 1860 (Dissertation)
- Über einige Grundfragen der Sozialpolitik und der Volkswirtschaftslehre
  - Band 1: Über einige Grundfragen des Rechts und der Volkswirtschaft, 1874–1875
  - Band 2: Die Gerechtigkeit in der Volkswirtschaft, 1881
- Grundfragen des Rechts und der Volkswirtschaft, 1875
- Die Straβburger Tucher-und Werbezunft, 1879
- Zur Literaturgeschichte der Staats- und Sozialwissenschaften, 1888
- Preussisch Seidenindustrie im 18. Jahrhundert und Ihre Begründung durch Friedrich den Grossen, 1892
- Über einige Grundfragen des Rechts und der Volkswirtschaft, 1898
- Umrisse und Untersuchungen zur Verfassungs-, Verwaltungs- und Wirtschaftsgeschichte besonders des Preussischen Staates im 17. und 18. Jahrhundert, 1898
- Grundriß der allgemeinen Volkswirtschaftslehre, 2 Bände, 1900
- Die Entwicklung der deutschen Volkswirtschaftslehre im neunzehnten Jahrhundert, 1908